# Midlands (Anglia)

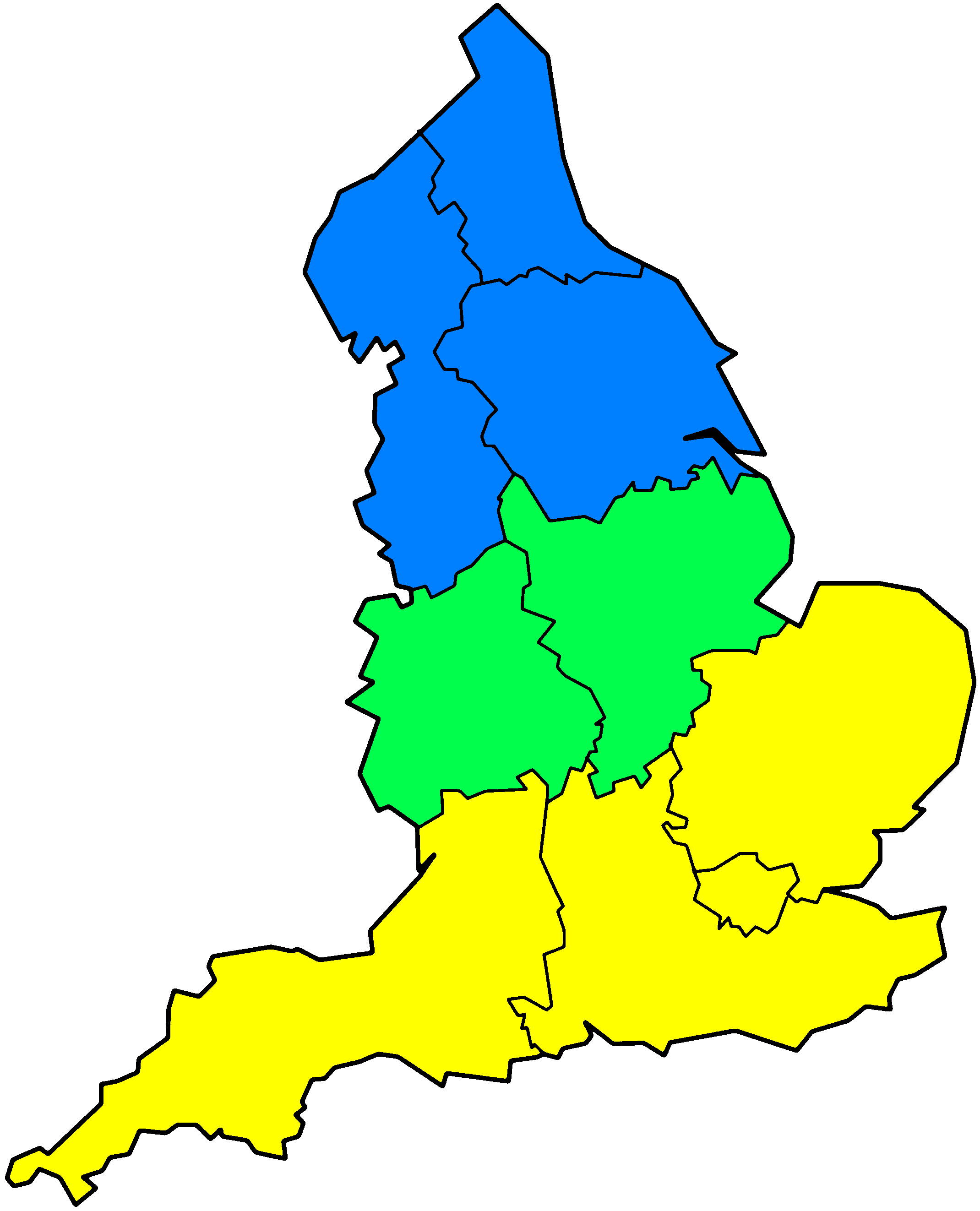
Podział Anglii na Anglię Północną (kolor niebieski), region Midlands (zielony) oraz Anglię Południową (żółty)

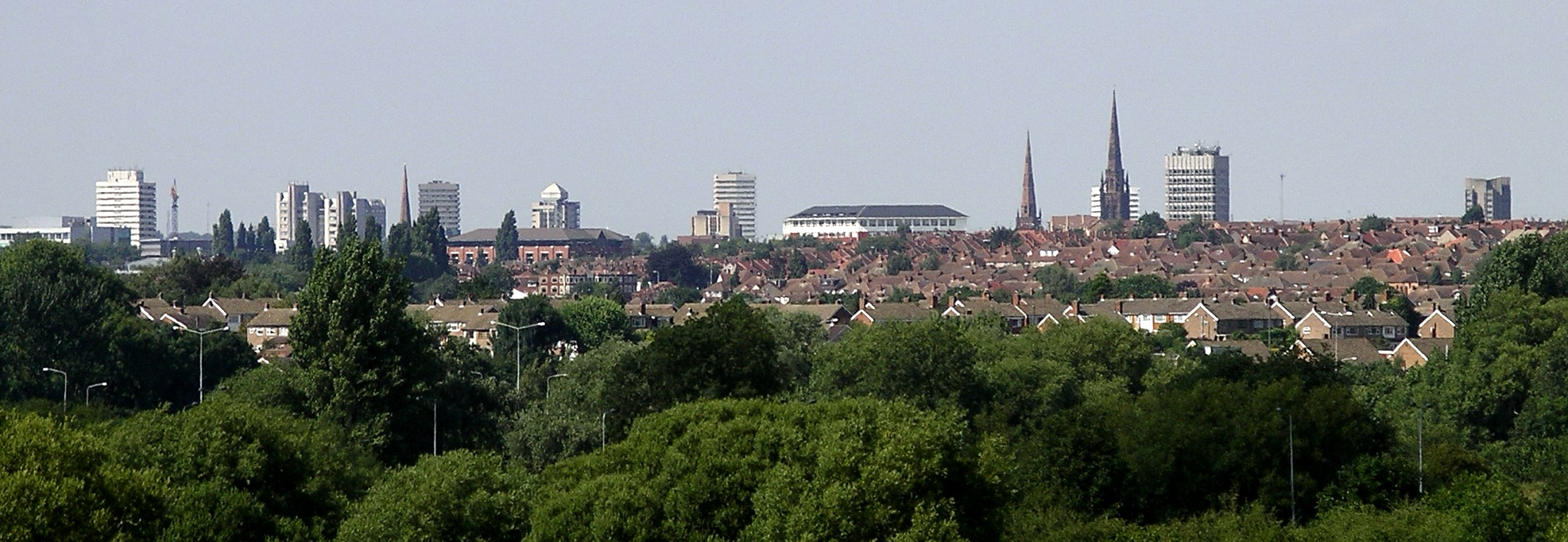
Widok na miasto Coventry

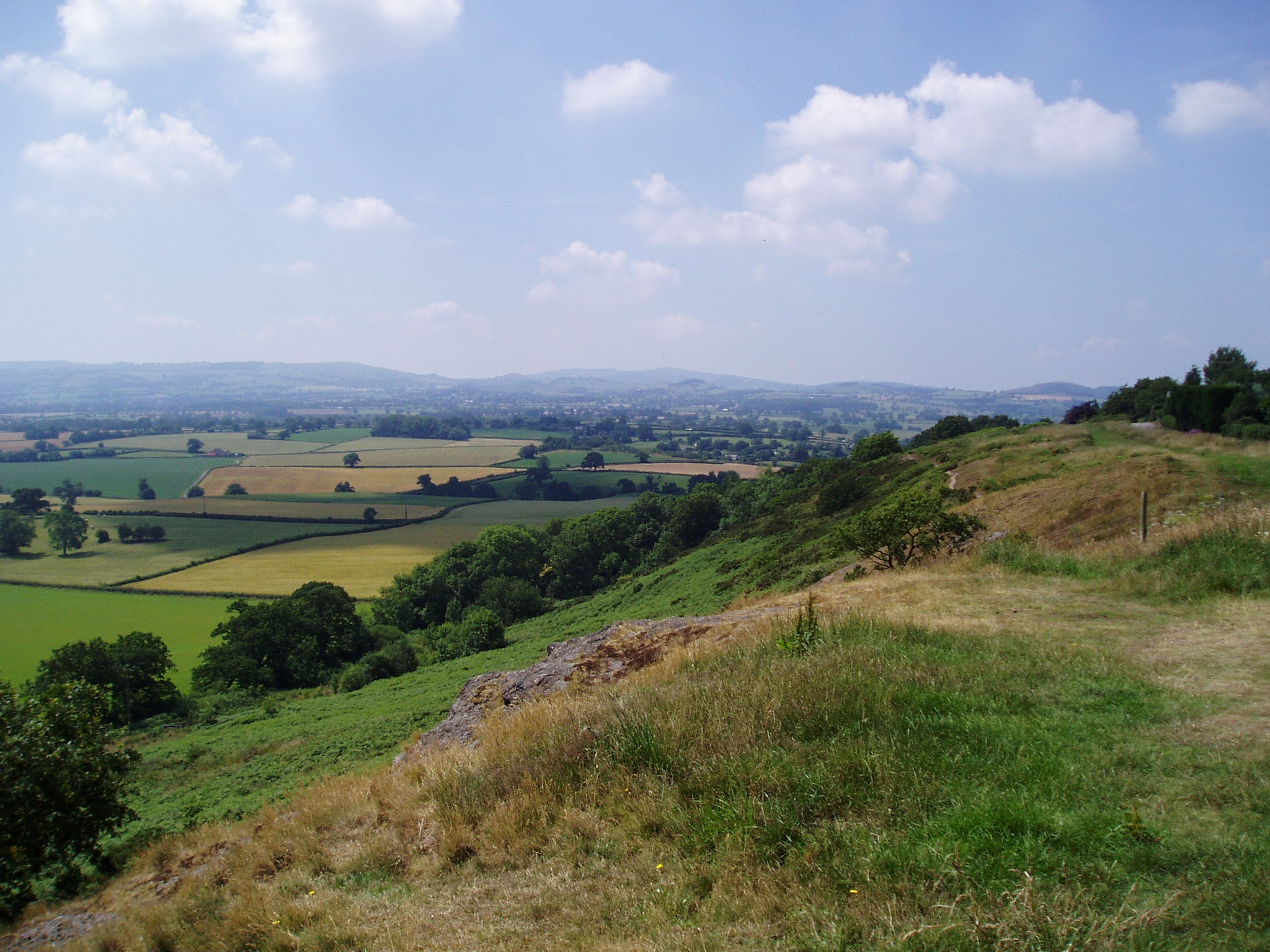
Krajobraz hrabstwa Shropshire

Midlands – kraina geograficzno-historyczna obejmująca środkową część Anglii, położona pomiędzy Anglią Północną a Południową.
Obszar Midlands, choć nie posiada ściśle wytyczonych granic, w przybliżeniu odpowiada terenowi zajmowanemu przez regiony administracyjne West Midlands (część zachodnia, obejmująca hrabstwa Herefordshire, Shropshire, Staffordshire, Warwickshire, West Midlands i Worcestershire) oraz East Midlands (część wschodnia, w skład której wchodzą hrabstwa Derbyshire, Leicestershire, Lincolnshire, Northamptonshire, Nottinghamshire oraz Rutland) i rozciąga się od Walii na zachodzie po Morze Północne na wschodzie. Do krainy zalicza się czasem także niektóre okoliczne hrabstwa, jak Gloucestershire czy Oxfordshire. Midlands to kraina nizinna, w zachodniej i środkowej części pagórkowata, od zachodu ograniczona Górami Kambryjskimi, a na północnym zachodzie Górami Pennińskimi.
Kraina obejmuje zarówno obszary silnie zurbanizowane i uprzemysłowione (m.in. miasta Birmingham, Coventry, Leicester, Derby, Nottingham, Stoke-on-Trent i Wolverhampton) jak i tereny wybitnie wiejskie (hrabstwa Herefordshire, Shropshire, Lincolnshire). Liczba mieszkańców regionu wynosi ok. 9 500 000.
W regionie znajduje się m.in. park narodowy Peak District, las Sherwood, z którym związana jest legenda o Robin Hoodzie, wzgórza Cotswolds oraz Black Country, uważane za kolebkę rewolucji przemysłowej.
Zachodnia część krainy bywa nazywana, zwłaszcza w kontekstach turystycznych, "sercem Anglii" (ang. the Heart of England).